# Катастрофа Ту-104 во Внукове
Катастрофа Ту-104 во Внукове — крупная авиационная катастрофа, произошедшая в субботу 17 марта 1979 года в районе аэропорта Внуково в Москве. Авиалайнер Ту-104Б предприятия «Аэрофлот» выполнял рейс SU1691 по маршруту Москва — Одесса, но через несколько секунд после взлёта левый двигатель был отключён из-за срабатывания пожарной сигнализации. При возвращении в аэропорт Внуково лайнер разбился. Из находившихся на его борту 119 человек (113 пассажиров и 6 членов экипажа) погибли 59.

## Самолёт
Ту-104Б (регистрационный номер СССР-42444, заводской 921001, серийный 10-01) был выпущен Казанским авиазаводом 19 сентября 1958 года, а к 27 сентября 1959 года был передан Главному управлению гражданского воздушного флота, которое сперва направило его во Внуковский ОАО Московского управления транспортной авиации ГВФ. По имеющимся сведениям, изначально авиалайнер имел пассажировместимость 100 мест, но позже был переделан на 115 мест. 6 апреля 1972 года лайнер перевели в Одесский ОАО Украинского УГА. Оснащён двумя турбореактивными двигателями АМ-3 М-500 ОКБ Микулина. На день катастрофы совершил 14 118 циклов «взлёт-посадка» и налетал 24 356 часов.

## Экипаж
Самолётом управлял опытный экипаж из 90-го лётного отряда, состав которого был таким:
- Командир воздушного судна (КВС) — Виктор Иванович Аксютин.
- Второй пилот — Алексей Семенович Губанов.
- Штурман — Виктор Геворгович Ованесян.
- Бортмеханик — Валерий Александрович Лущан.

В салоне самолёта работали две стюардессы:
- Любовь Андреевна Ованесян, супруга штурмана.
- Тамара Хрулёва.

## Катастрофа
Вечером 16 марта экипаж Ту-104Б борт СССР-42444 выполнил рейс SU1690 по маршруту Одесса — Москва. Утром 17 марта должен был выполняться рейс SU1691 по маршруту Москва — Одесса, при этом вылет из московского аэропорта Внуково по расписанию был в 08:15. Однако аэропорт Одессы был закрыт по метеоусловиям, в связи с чем вылет был отложен до 13:50. Однако затем он был отложен до 15:30, так как теперь по метеоусловиям был закрыт сам аэропорт Внуково. Далее время вылета переносили на 16:15, но и его потом изменили. Наконец после 17:00 появилось «окно». В общей сложности всего экипаж выполнял предполётную подготовку трижды, и все в полном объёме. Небо над аэропортом вылета в это время было затянуто слоисто-дождевыми и разорвано-дождевыми облаками высотой 150 метров, шёл дождь при температуре воздуха −7 °C, образовывался гололёд, видимость составляла 1000 метров. Фактические условия погоды соответствовали метеорологическому минимуму для взлёта и были ниже метеоминимума для посадки.
Всего на борту находилось 114 пассажиров, топливные баки были полностью заправлены, а взлётный вес составлял 78 тонн. В процессе ожидания вылета один из пассажиров отказался от полёта и его высадили, таким образом на борту остались 113 пассажиров и 6 членов экипажа. Ожидание разрешения на взлёт затянулось и исполнительный старт авиалайнер занял лишь в 19:32. В 19:33:55 самолёт начал разбег по ВПП для взлёта с магнитным курсом 242°.
В 19:35 на скорости 350 км/ч Ту-104 оторвался от ВПП, через 5 секунд загорелась лампа-кнопка «Пожар левого двигателя» и автоматически сработала первая очередь системы пожаротушения. Бортмеханик Лущан доложил об этом командиру Аксютину, на что тот, вопреки РЛЭ, принял решение повременить с отключением левого двигателя, так как существовал риск, что тяжёлый самолёт после падения силы тяги двигателей вдвое может упасть на расположенный под ним лес. Позже была активирована и вторая очередь пожаротушения. На высоте 1500 метров, спустя 5 минут 53 секунды после взлёта, левый двигатель был отключён, при этом не был перекрыт пожарный кран и не включён кран кольцевания, что также нарушало РЛЭ. Бортмеханик попытался разглядеть левый двигатель из салона, но не смог точно определить, есть пожар или нет.
Было принято решение возвращаться обратно в аэропорт вылета, хотя погодные условия были хуже минимума для посадки, а посадочный вес самолёта был на 10,7 тонны выше допустимого. Вес можно было снизить за счёт слива топлива, но экипаж не стал этого делать, так как не был уверен, что пожар ликвидирован, в противном случае сбрасываемое топливо могло воспламениться. Авиалайнер левым разворотом начал выполнять заход на посадку, который осуществлялся по магнитному курсу 242° в директорном режиме по КГС, при этом руководство осуществлял диспетчер посадки. До полосы оставалось 19 километров, когда при скорости 430 км/ч экипаж выпустил шасси. Четвёртый разворот был пройден с проворотом, но экипаж исправил его и Ту-104 вышел на предпосадочную прямую.
Выйдя на предпосадочную прямую, экипаж при скорости 370 км/ч выпустил закрылки на 20°, но через 14 секунд убрал их до 10°. На высоте 360 метров самолёт вошёл в глиссаду, находясь при этом в 50 метрах левее курса. При скорости полёта 345—350 км/ч на расстоянии 6—9 километров от торца ВПП Ту-104 снижался с вертикальной скоростью 2,4 м/с, что было недостаточно. Тогда в 5900 метрах от торца ВПП, когда авиалайнер был на 20 метров выше глиссады, были снижены обороты правого двигателя с 4100 до 3750 об/мин, что при некотором снижении силы тяги увеличило вертикальную скорость снижения. Но тем не менее, ДПРМ был пройден на 38 метров выше глиссады, поэтому вертикальную скорость увеличили ещё больше, достигнув значения 9 м/с. При этом попытка устранить уклонение влево привела к тому, что в 3900 метрах от торца ВПП самолёт пересёк продолжение оси ВПП и теперь начал быстро уклоняться вправо, несмотря на неоднократные предупреждения диспетчера. В 1800 метрах от БПРМ самолёт был на 20 метров выше глиссады и в 60 метрах правее её (по другим данным — в 180 метрах). Экипаж попытался исправить боковое уклонение, но при выполнении манёвра на крыле из-за обледенения (произошло во время полёта в облаках), произошло падение подъёмной силы и самолёт начал быстро терять высоту. Экипаж попытался исправить ситуацию увеличением режима оставшегося единственного рабочего двигателя (правого) до взлётного и потянув штурвалы на себя. Однако самолёт плохо слушался управления и продолжал снижаться.
Рейс SU1691 врезался левой стойкой в провода ЛЭП, после чего, потеряв скорость, в 19:47:13 по курсу 220° и с левым креном 7° при скорости 350 км/ч врезался в землю левой плоскостью крыла и левой стойкой шасси в 1548 метрах от ВПП 24 (55°36′12″ с. ш. 37°18′52″ в. д.). От удара левую плоскость оторвало, а самолёт перевернуло, после чего под углом 45° он врезался передней частью фюзеляжа в деревья и землю. Помчавшись через лес, авиалайнер, разрушаясь, начал сбивать деревья. Передняя часть фюзеляжа была практически отрезана проводами ЛЭП и оторвалась от центральной части в районе воздухозаборников двигателей. Она первая остановилась на лесной поляне (летом поляна использовалась местными жителями как стадион, на котором были спланированы футбольное поле, волейбольные площадки, беговые дорожки и секторы для прыжков). Остальная часть фюзеляжа с правой плоскостью крыла перелетела автодорогу, соединяющую Киевское шоссе и аэропорт Внуково, перевернулась и остановилась в лесу буквально в 50-100 метрах от дороги (55°35′56″ с. ш. 37°18′32″ в. д.), после чего загорелась.
Общая площадь разброса обломков составила 550 на 160 метров. В катастрофе погибли 58 человек: стюардесса Тамара Хрулёва и 57 пассажиров, включая четырёх иностранных граждан. Многие выжившие пассажиры и все члены экипажа стали инвалидами.

## Причины катастрофы
В выводах комиссии в катастрофе обвинили командира экипажа, который, пилотируя тяжёлый обледеневший самолёт с одним работающим двигателем, превысил вертикальную скорость снижения. По мнению членов экипажа, его фактически сделали козлом отпущения.
Также, по мнению комиссии, катастрофе способствовали такие факторы, как отсутствие в РЛЭ рекомендаций по выполнению вынужденной посадки с превышением максимально допустимого посадочного веса и по сливу топлива в случае срабатывания табло «пожар двигателя», а также плохое взаимодействие между членами экипажа. Последнее выразилось в том, что штурман не предупредил КВС о достижении высоты принятия решения (120 метров), а второй пилот при пилотировании не следил за приборами, что и привело к снижению ниже глиссады и уклонению вправо. К тому же заход на посадку осуществляли при выключенном сигнализаторе высоты СВ-2.
Касательно срабатывания системы о пожаре в двигателе техническая комиссия сделала вывод, что срабатывание было ложным, а вызвало его выбивание горячего воздуха с температурой до 253 °C в подкапотное пространство из-за разъединения на взлёте шарового соединения трубопровода противообледенительной системы левого двигателя. Разъединение соединения в свою очередь было вызвано несоответствием размеров деталей соединения (сферическое кольцо и труба) требованиям чертежа, что при эксплуатации своевременно не было обнаружено.
Штурман Виктор Ованесян считает, что причины у катастрофы были несколько иного характера:
1. Сильная изношенность самолёта, которому было уже 20 лет, а его отказавший левый двигатель успел пройти три капитальных ремонта.
2. Взлёт при метеоусловиях ниже метеоминимума для посадки.

## Последствия катастрофы
Командир экипажа был приговорён к 7 годам в колонии для лиц, совершивших преступление по неосторожности. Через полтора года по состоянию здоровья (потеря зрения) его освободили и он вернулся в Одессу, где ему дали комнату в коммунальной квартире. Умер 8 марта 2010 года в возрасте 70 лет.
После катастрофы у аэропорта Внуково, в ноябре того же года Министерство гражданской авиации СССР прекратило эксплуатацию самолётов Ту-104.

### Комментарии
1. ↑  Здесь и далее указано Московское время — MSK